# 喜多川秀麿
喜多川 秀麿（きたがわ ひでまる、生没年不詳）とは、江戸時代の浮世絵師。

## 来歴
喜多川歌麿の門人。俗称春治、松好斎と号す。下谷柳稲荷社前に住む。享和から文化のころにかけて版本の挿絵、錦絵、肉筆美人画を描く。肉筆画については作例は少ない。

## 作品
- 『花洛之水/浪速風炉　臍沸西遊記』　黄表紙　※曲亭馬琴作、享和3年（1803年）刊行
- 『落噺百夫婦』　噺本　※並木丹作の作、文化元年（1804年）刊行
- 『役者用文章』　滑稽本　※曲亭馬琴作、文化10年刊行
- 「風俗四季遊　夏」　大判錦絵
- 「赤蔦屋内浮嶋」　錦絵
- 「玉屋内袖浦」　大判錦絵　ボストン美術館所蔵
- 「高名金花池」　同上
- 「三味線持つ美人図」　絹本着色　東京国立博物館所蔵　※「應需　秀麿筆」の落款、「龍」の白文方印あり。人物の風俗などから寛政後期の作とされる。
- 「花魁図」　紙本着色　大英博物館所蔵　※「秀麿画」の落款あり
- 「絃妓図」　紙本着色　奈良県立美術館所蔵　※「秀麿画」の落款、「三味線の　はちのあたりし　猫の妻　かわひやそれも　色に引れて　何耕書」の画賛あり